# Stuart Marks
Stuart Adam Marks, baron Marks of Hale est un homme d'affaires et philanthrope britannique dans le domaine de la technologie.
Il est trésorier principal et donateur du Parti conservateur, ayant donné 119 500 £ au parti entre 2013 et 2024.
Marks est nommé Commandeur de l'Ordre de l'Empire britannique (CBE) lors des honneurs d'anniversaire 2019 pour service politique. Nommé pour une pairie à vie par le Premier ministre Rishi Sunak,, il est créé baron Marks of Hale, de Hale dans le comté du Grand Manchester, le 8 mars 2024.